# Osvaldo Palazzi
Osvaldo Palazzi (Italia) fue un gimnasta artístico italiano, medallista de bronce mundial en 1913 en barra fija.

## Carrera deportiva
En el Mundial de París 1913 ganó la medalla de bronce en barra horizontal —quedando situado en el podio tras el francés Marco Torrès y el bohemio Josef Cada— y la de plata en caballo con arcos, tras su compatriota el italiano Giorgio Zampori.